# Bendicht Luginbühl
Bendicht Luginbühl (* 18. Juni 1955 in Grosshöchstetten) ist ein Schweizer Unternehmensberater, Geschäftsleiter und Partner des Beratungsunternehmens Repaper AG.

## Biographie
Luginbühl war Print-Journalist für Tages- und Wochenzeitungen und 1983 Mitbegründer von Radio DRS3. Er arbeitete als Moderator, Redaktor und Ressortleiter der Hintergrundsendungen „Input“ und „Fokus“. Zwischen 1986 und 2001 wurde Luginbühl für seine journalistischen Arbeiten mehrfach ausgezeichnet. Ab 2003 und bis 2005 kehrte Luginbühl als DRS3-Programmchef für den Turnaround des von Medienminister Moritz Leuenberger und der Rockband Züri West stark kritisierten Radio DRS3 zurück. Luginbühl führte DRS3 mit harter Turnaround-Disziplin und der neuen Programmphilosophie „Musik ist Information“ sowie Sendungen wie Info3 zurück auf den bis heute anhaltenden Erfolgskurs. Der Berner brachte die legendäre Musiksendung Sounds! zurück auf DRS3 und erreichte mit DRS3 erstmals täglich über eine Million Radiohörer.
Ab Ende der 1980er Jahre stieg Luginbühl in die Privatwirtschaft ein, als Mitinhaber der Verlagsunternehmung „AG für Konzepte“. Er war Herausgeber und Chefredaktor der Bike-Fachmagazine „Schweizer Bike Magazin“ und „MOVE - Zeitschrift für lautlose Fortbewegung“. 1997 verkaufte er den Verlag an die Fischer Druck- und Verlagsgruppe. Aus dem „Move“ wurde das „Bike Magazin Ride“.
1999 gründete Bendicht Luginbühl gemeinsam mit dem Unternehmer Beat Curti die Swisscontent AG, das erste elektronische Verlagsunternehmen der Schweiz.
Ab 2001 und bis 2003 war Bendicht Luginbühl Mitglied der Geschäftsleitung der Goldbach Media, der später börsenkotierten Goldbach Group. 2003 bis 2005 war Luginbühl Programmchef von Radio DRS3 und Mitglied der Geschäftsleitung von Schweizer Radio DRS, einer Unternehmenseinheit der SRG. Seit 2006 führt Bendicht Luginbühl als Geschäftsleiter das auf Informationsmanagement spezialisierte Beratungsunternehmen Repaper AG mit Büros in Zürich und Bern.
Bendicht Luginbühl entwickelte die faltbare Velotasche „TranZbag“, mit der Velos im öffentlichen Verkehr im Auto transportiert werden können. 2019 verkaufte Luginbühl das Unternehmen „TranZbag“ an die EvocSports GmbH in München, Deutschland.